# Kevin Burke
Kevin Joseph Burke – australijski zapaśnik walczący w stylu wolnym. Brązowy medalista igrzysk wspólnoty narodów w 1974 roku.